# 波卢尔
波卢尔（Polur），是印度泰米尔纳德邦Tiruvanamalai县的一个城镇。总人口25492（2001年）。

## 人口
该地2001年总人口25492人，其中男性12587人，女性12905人；0—6岁人口2817人，其中男1397人，女1420人；识字率72.13%，其中男性为78.94%，女性为65.49%。